# Jekaterina Stepanowna Mironowa
Jekaterina Stepanowna Mironowa (russisch Екатерина Степановна Миронова; * 3. November 1977 in Krasnojarsk) ist eine russische Skeletonpilotin.
Jekaterina Mironowa debütierte im Februar 2000 im Skeleton-Weltcup bei einem Rennen in Winterberg, wo sie 15. wurde. Schon in ihrem zweiten Rennen ein Jahr später in Park City kam sie als Neunte in die Top 10. Mironowas beste Platzierung im Weltcup war ein zweiter Rang in Lake Placid, den sie im Dezember 2001 erreichte und im Januar 2003 in Igls erneut schaffte. Bei den Weltmeisterschaften 2001 in Calgary wurde sie Fünfte, zwei Jahre später in Nagano gewann sie sogar die Silbermedaille, was ihr bislang größter Erfolg bleiben sollte. Zwischen beiden Weltmeisterschaften nahm sie an den Olympischen Winterspielen 2002 in Salt Lake City teil, wo sie Siebte wurde.
Mironowa gilt als gute Starterin. 2003 in Groningen gewann sie die Startweltmeisterschaft.